# Кендзеж
Кендзеж (пол. Kędzierz) — село в Польщі, у гміні Дембиця Дембицького повіту Підкарпатського воєводства.
Населення — 238 осіб (2011).
У 1975—1998 роках село належало до Тарновського воєводства.

## Демографія
Демографічна структура станом на 31 березня 2011 року:
|          | Загалом | Допрацездатний вік | Працездатний вік | Постпрацездатний вік |
| -------- | ------- | ------------------ | ---------------- | -------------------- |
| Чоловіки | 124     | 30                 | 81               | 13                   |
| Жінки    | 114     | 21                 | 69               | 24                   |
| Разом    | 238     | 51                 | 150              | 37                   |